# Commiphora karibensis
Commiphora karibensis là một loài thực vật có hoa trong họ Burseraceae. Loài này được Wild mô tả khoa học đầu tiên năm 1959.